# Conostaulo
Conostaulo ou conostablo (em grego: κονόσταυλος; κονοσταῦλος; κονόσταβλο; romaniz.: lit. "policial"), depois corrompido para contostaulo  (em grego: κοντόσταυλος; romaniz.: kontostaulos), era um título bizantino tardio, adotado dos normandos. A derivativa dignidade de grande conostaulo (em grego: μέγας κονόσταυλος; romaniz.: megas konostaulos; "grande policial") tornou-se um dos postos mais elevados na corte do período paleólogo (1261-1453) e era dado aos generais de alta patente. Foi adotado no século XI, sob a influência dos normandos da Sicília, do francês connétable (condestável), que por sua vez deriva de conde do estábulo (comes stabuli). Nos séculos XI e XII, o conostaulo parece ter sido um título puramente honorário, embora também possa ter substituído o conde do estábulo grego (komēs tou staulou), o descendente direto do conde do estábulo do período romano tardio, em suas funções.
Nos últimos anos do reinado do imperador de Niceia João III Vatatzes (r. 1221–1254), o cargo de grande conostaulo foi criado, sendo o chefe dos mercenários "francos" (ou seja, europeus ocidentais). Seu primeiro titular foi o futuro imperador Miguel Paleólogo. A partir daí, no entanto, o título parece ter se separado de qualquer ofício particular tornado-se uma dignidade puramente honorária. Classificado de maneira elevada na hierarquia paleóloga, chegando a nono lugar na precedência geral, após o grande primicério, e por isso era conferido aos membros de várias famílias nobres bizantinas, assim como governantes estrangeiros menores aliados do Império Bizantino, tais como Licário e Leonardo II Tocco.  O simples título de conostaulo continuou em uso, pelo menos no despotado da Moreia, mas suas funções não são claras. 
Seu traje distintivo é descrito no Dos Ofícios de Jorge Codino: um chapéu de abas largas de brocado de ouro (esciádio), um cafetã chamado cabádio de seda simples, mas sem a equipe usual do ofício (dicanício). Para cerimônias e festas, ele levava o chapéu escarânico, de seda laranja e decorado com bordados de fios de ouro, e com um retrato esmaltado do imperador em pé na frente e outro do imperador entronado na parte traseira.

## Lista de grandes conostaulos conhecidos
| Nome                                   | Ocupação            | Nomeado por                                       | Observações | Ref.                 |
| -------------------------------------- | ------------------- | ------------------------------------------------- | --- | -------------------- |
| Miguel Paleólogo                       | 1253/1254 – 1259    | João III Ducas Vatatzes                           | Ele foi elevado ao posto depois de seu casamento com a sobrinha do imperador no inverno de 1253/1254. Ficou aliviado que quando fugiu para junto dos turcos no verão de 1256, foi restaurado em ser retorno em 1257. Nomeado regente e coimperador de João IV Láscaris em 1259, foi o fundador da dinastia Paleólogo.                                                 | [ 9 ] [ 10 ]         |
| Miguel Cantacuzeno                     | desconhecido – 1264 | Miguel VIII Paleólogo                             | Um general de Miguel VIII, e ancestral da dinastia Cantacuzeno. Primeiro governador de Monemvasia após recuperá-la dos latinos, ele foi morto em um confronto em Macriplagi em 1263/1264. | [ 11 ] [ 12 ]        |
| Andrônico Tarcaniota                   | 1267–1272           | Miguel VIII Paleólogo                             | Sobrinho de Miguel VIII, foi elevado a dignidade em seu casamento com a filha de João I Ducas da Tessália, mas logo desertou para seu sogro, resultando em novas hostilidades com o império. | [ 9 ] [ 13 ] [ 14 ]  |
| Miguel Cabalário                       | desconhecido – 1277 | Miguel VIII Paleólogo                             | Um general de nascimento ilustre, foi mortalmente ferido na batalha de Farsalos contra João I Ducas da Tessália. | [ 9 ] [ 15 ]         |
| Licário                                | após 1277           | Miguel VIII Paleólogo                             | Renegado lombardo em serviço bizantino, conquistou a Eubeia e várias ilhas egeias para o império. Elevado a categoria de mega-duque, foi promovido ao posto de grande conostaulo após a morte de Cabalário. | [ 9 ]                |
| Miguel Ducas Glabas Tarcaniota         | c. 1297             | Andrónico II Paleólogo                            | Um dos mais distintos generais da era paleóloga, depois elevado a protoestrator | [ 9 ]                |
| Miguel Tornício Comneno Asen Paleólogo | desconhecido        | Andrónico II Paleólogo                            | O mais velho filho do czar João Asen III da Bulgária e primo de Andrônico II, que estimou seu caráter e conselho. | [ 16 ]               |
| João Sinadeno                          | desconhecido        | Andrónico II Paleólogo ou Andrónico III Paleólogo | Um indivíduo relativamente obscuro filho do grande estratopedarca João Sinadeno e sua esposa Teodora Paleóloga Sinadena, filha do meio irmão do imperador Miguel VIII Paleólogo, Constantino Ângelo Comneno Ducas Paleólogo. Ele só é mencionado no estágio final da Guerra civil bizantina de 1321-1328, quando ele atuou como emissário de Andrónico III à seu avô. | [ 16 ]               |
| Aleixo Cabásilas                       | c. 1339             | Andrónico III Paleólogo                           | Manteve a fortaleza de Rogos contra Andrónico III, mas foi persuadido a render-se por João VI Cantacuzeno. | [ 16 ]               |
| Miguel Monômaco                        | c. 1343             | João V Paleólogo                                  | Um partidário de Aleixo Apocauco e um soldado experiente e capaz, foi elevado a dignidade por Apocauco durante Guerra civil bizantina de 1341-1347. | [ 16 ]               |
| Isáris                                 | desconhecido        | João V Paleólogo                                  | Ele é apenas conhecido como o fundador de um novo monastério em Tessalônica, algum tempo antes de 1376. | [ 16 ]               |
| Leonardo II Tocco                      | 1415–1418/19        | Manuel II Paleólogo                               | Segundo a Crônica do Tocco, foi elevado ao posto quando Manuel atribuiu a seu irmão, Carlos I Tocco, o título de déspota do Epiro. | [ 17 ] [ 18 ] [ 19 ] |